# Христо Радков
Христо Йорданов Радков е български политик от БЗНС (казионен), член на Постоянното присъствие на БЗНС.

## Биография
Роден е на 13 април 1923 г. в Шумен. Член на БЗНС след 1944 г. Бил е секретар на Околийското ръководство на БЗНС в Разград. През 1948 г. става заместник-председател на Околийския народен съвет в Разград. След това е негов секретар. По-късно е определен за секретар на Окръжния народен съвет в Русе. От 1959 г. е председател на Окръжното ръководство на БЗНС в Разград. По това време е и първи заместник-председател на Окръжния народен съвет в Разград. Народен представител в IV, V, VI, VII и VIII народни събрания. От 1976 до 1981 г. е член на ПП на БЗНС. През 1981 г. е назначен за завеждащ отдел „Социална управление“ при ПП на БЗНС.